# Spaniblennius riodourensis
Spaniblennius riodourensis är en fiskart som först beskrevs av Metzelaar, 1919.  Spaniblennius riodourensis ingår i släktet Spaniblennius och familjen Blenniidae. Inga underarter finns listade i Catalogue of Life.